# Campionat del món de ciclisme en pista de 2005
El Campionat Mundial de Ciclisme en Pista de 2005 es va celebrar a Los Angeles (Estats Units) entre el 24 i el 27 de maig de 2005. Les competicions es van celebrar al ADT Event Center de Carson. En total es va competir en 15 disciplines, 9 de masculines i 6 de femenines.

## Resultats

### Masculí
| Prova                     | Or                                                                     | Argent                                                                   | Bronze                                                                            |
| Velocitat individual      | René Wolff · Alemanya                                                  | Mickaël Bourgain · França                                                | Jobie Dajka · Austràlia                                                           |
| Velocitat per equips      | Regne Unit · Chris Hoy · Jason Queally · Jamie Staff                   | Països Baixos · Theo Bos · Teun Mulder · Tim Veldt                       | Alemanya · Matthias John · Stefan Nimke · René Wolff                              |
| Persecució individual     | Robert Bartko · Alemanya                                               | Sergi Escobar · Espanya                                                  | Levi Heimans · Països Baixos                                                      |
| Persecució per equips     | Regne Unit · Rob Hayles · Paul Manning · Chris Newton · Steve Cummings | Països Baixos · Levi Heimans · Jens Mouris · Peter Schep · Niki Terpstra | Austràlia · Matthew Goss · Ashley Hutchinson · Stephen Wooldridge · Mark Jamieson |
| Quilòmetre contrarellotge | Theo Bos · Països Baixos ·                                             | Jason Queally · Regne Unit ·                                             | Chris Hoy · Regne Unit ·                                                          |
| Cursa per punts           | Volodímir Ribin · Ucraïna ·                                            | Ioánnis Tamourídis · Grècia ·                                            | Joan Llaneras · Espanya ·                                                         |
| Keirin                    | Teun Mulder · Països Baixos                                            | Barry Forde · Barbados                                                   | Shane Kelly · Austràlia                                                           |
| Madison                   | Mark Cavendish · Robert Hayles · Regne Unit ·                          | Robert Slippens · Danny Stam · Països Baixos ·                           | Matthew Gilmore · Iljo Keisse · Bèlgica ·                                         |
| Scratch                   | Alex Rasmussen · Dinamarca ·                                           | Gregory Henderson · Nova Zelanda ·                                       | Matthew Gilmore · Bèlgica ·                                                       |

### Femení
| Prova                     | Or                              | Argent                      | Bronze                             |
| Velocitat individual      | Victoria Pendleton · Regne Unit | Tamilla Abassova · Rússia   | Anna Meares · Austràlia            |
| Persecució individual     | Katie Mactier · Austràlia       | Katherine Bates · Austràlia | Karin Thürig · Suïssa              |
| 500 metres contrarellotge | Natàl·lia Tsilínskaia · Belarús | Anna Meares · Austràlia     | Yvonne Hijgenaar · Països Baixos · |
| Cursa per punts           | Vera Carrara · Itàlia           | Olga Slyusareva · Rússia ·  | Katherine Bates · Austràlia        |
| Scratch                   | Olga Slyusareva · Rússia ·      | Katherine Bates · Austràlia | Lyudmyla Vypyraylo · Ucraïna ·     |
| Keirin                    | Clara Sanchez · França          | Elisa Frisoni · Itàlia      | Yvonne Hijgenaar · Països Baixos · |

## Medaller
| Pos.  | País          | Or | Plata | Bronze | Total |
| 1     | Regne Unit    | 4  | 1     | 1      | 6     |
| 2     | Països Baixos | 2  | 3     | 3      | 8     |
| 3     | Alemanya      | 2  |       | 1      | 3     |
| 4     | Austràlia     | 1  | 3     | 5      | 9     |
| 5     | Rússia        | 1  | 2     |        | 3     |
| 6     | França        | 1  | 1     |        | 2     |
| 6     | Itàlia        | 1  | 1     |        | 2     |
| 8     | Ucraïna       | 1  |       | 1      | 2     |
| 9     | Belarús       | 1  |       |        | 1     |
| 9     | Dinamarca     | 1  |       |        | 1     |
| 11    | Espanya       |    | 1     | 1      | 2     |
| 12    | Barbados      |    | 1     |        | 1     |
| 12    | Grècia        |    | 1     |        | 1     |
| 12    | Nova Zelanda  |    | 1     |        | 1     |
| 15    | Bèlgica       |    |       | 2      | 2     |
| 16    | Suïssa        |    |       | 1      | 1     |
| Total | Total         | 15 | 15    | 15     | 45    |